# Каройи, Шандор
Граф (с 1712) Шандор (Александр) Каройи (Александр Карольи, венг. Károlyi Sándor, нем. Alexander Károlyi; 2 июня 1668, 2 июля 1669 или 20 марта 1668, Olcsvaapáti, Сабольч-Сатмар-Берег — 8 сентября 1743, Ардуд, Сату-Маре) — ключевой участник военных и политических интриг в Венгрии на рубеже XVII и XVIII веков. Активный участник антиавстрийского восстания Ракоци, заключивший без согласия самого Ракоци Сатмарский мир со Священной Римской империей (Австрией) (1712); в дальнейшем — австрийский фельдмаршал (1741).

## Биография
Выходец из венгерского магнатского рода Каройи. Родился в 1669 году в городе Карей, который принадлежал его семье. Когда Шандору исполнилось 18 лет, отец передал ему наследственную должность начальника Сатмарского округа, которую он в дальнейшем занимал. В 1697 году во главе бандерии участвовал в подавлении антиавстрийского восстания.
После того как в 1703 году вспыхнуло более крупное восстание Ракоци, Каройи двинул свои войска против повстанцев-куруцев и разгромил их в битве при Долхе. Когда он отправился в Вену с захваченным куруцским знаменем, чтобы доложить о своих успехах, то стал жертвой развёрнутой против него интриги, а именно: недоброжелатели Каройи распустили в столице слухи, что он привёз не захваченное в битве знамя куруцев, а их запасное знамя, которое хранилось на одном из тыловых складов Ракоци, для того чтобы похвастаться им в Вене. Каройи, глубоко оскорблённый этим слухом, покинул ряды австрийской армии и сам примкнул к Ракоци. Начиная с 1705 года Каройи сражался против австрийских войск в Трансильвании. В том же году, под непосредственным командованием Ракоци, во главе отряда из 6000 кавалеристов участвовал в неудачном для повстанцев сражении при Жибо.
Однако в 1708—1710 годах повстанцы потерпели ряд поражений. Ракоци выехал в Польшу, чтобы попытаться договорится о военной поддержке восстания с русским царём Петром Великим. Воспользовавшись отсутствием Ракоци, Каройи в 1712 году заключил в Сатмаре мир с австрийцами. После этого Каройи повторно принёс присягу австрийскому императору и получил от него графский титул. Большая часть куруцев также сдались, а Ракоци в Польше так и не получил военной помощи, поскольку Пётр, который был всецело занят событиями Северной войны, не желал портить своих отношений с Австрией.
После этого Каройи вернулся к исполнению обязанностей начальника сатмарского округа. Уже в том же 1712 году он способствовал переселению группы немцев-колонистов из Вюртемберга на опустевшие в результате военных действий земли вокруг Сатмара. Их потомки проживали там вплоть до конца Второй мировой войны.
В 1719 году Каройи подавил антигабсбургское восстание. В 1741 году — еще одно, за что получил от императрицы Марии-Терезии чин фельдмаршала.
Скончался в 1743 году в Эрдиде.

## Шандор Каройи и евреи
Согласно Еврейской энциклопедии Брокгауза и Ефрона:

Будучи собственником обширнейших владений в Венгрии, Каройи, благосклонно относясь к евреям, поселил на своих землях значительное количество евреев из Моравии и Галиции. Он разрешил им строить дома, получая за это совершенно ничтожную арендную плату. Когда основанная им еврейская колония разрослась, Каройи выписал для нее раввина из прессбургской иешивы, положив тем самым начало еврейской общине. В начале 18-го века многие евреи из Австрии, узнав об отношении Каройи к колонистам, переселились в его владения.
— Карольи, Александр // Еврейская энциклопедия Брокгауза и Ефрона. — СПб., 1908—1913.
В дальнейшем, Сатмар был известен как центр Сатмарской ветви хасидизма, которая остаётся одной из крупнейших и в настоящее время (современная штаб-квартира — Нью-Йорк).